# Groom, Texas
Groom är en ort i Carson County i delstaten Texas, USA.